# Everything to Me
Everything to Me (с англ. — «Всё для меня») — дебютный мини-альбом (EP) и одновременно ведущий сингл с альбома You and Me бывшего участника группы Westlife Шейна Файлана, выход пластинки состоялся 23 августа 2013 года в Ирландии. Двумя сутками спустя EP вышел в Великобритании: сначала в цифровом формате, а 26 августа состоялся релиз на физическом носителе. В мини-альбом вошло четыре песни: «Everything to Me», «Everytime», «Once» и «Today’s Not Yesterday».

## Работа над мини-альбомом
После распада Westlife Шейн занялся сольной карьерой, заключив контракт с Capitol Records. Выбор звукозаписывающей компании был не случайным: один из ключевых моментов для бывшего участника ирландской группы проявлялся в возможности реализовать себя не только в качестве сольного исполнителя, но и автора собственных песен. По словам Шейна: «ему не хотелось, чтоб его воспринимали как сольную версию Westlife». Capitol Records удовлетворяла этим запросам в полной мере.
Весна-лето 2013 года ознаменовались студийной работой над первым сольным лонгплеем Шейна Файлана. В её рамках в начале июля 2013 года был анонсирован выход мини-альбома, получившего заголовок «Everything To Me» — по названию ведущей песни. Почти одновременно стартовал его предзаказ и объявлена дата выхода EP — 25 августа 2013 года. Мини-альбом получил четыре композиции: вышеупомянутую «Everything to Me», а также «Everytime», «Once» и «Today’s Not Yesterday».

### Everything to Me
«Everything to Me» — центральная песня мини-альбома была написана Шейном Файланом в соавторстве с Ником Аткинсоном, в прошлом лидером английской рок-команды Rooster. Организацией записи трека руководил обладатель премии Грэмми Мартин Терефе — шведский музыкальный продюсер и автор песен. Работа над песней, равно как и над другими композициями из мини-альбома, велась на студии в Нэшвиле, Теннесси, США, а также в Лондоне, Великобритания:
«После Рождества я вернулся и приехал домой к Нику. Со мной был ещё один парень — Том Вайли, гитарист. Мы вошли и только начали разговор о жизни и всякой всячине, но все обернулось настоящей джем-сессией. Через час у нас была готова основа песни и понимание того, что она будет из себя представлять. Ещё через 3 или 4 часа песня была готова. Тогда мы не могли знать, что эта песня станет моим первым синглом. По-видимому, когда ты только пишешь песню, ты не можешь себе представить, насколько хорошей она получается. Потом я отправил демозапись в звукозаписывающую компанию, и когда оттуда пришел ответ: „Ты знаешь, а получилось и впрямь хорошо“, я подумал, что у нас получился действительно классный материал».
По словам Шейна, «Everything to Me» в лирическом плане является очень личной песней, заводной и оптимистичной, и идеально подходящей для лета:
"Песня «Everything to Me — о том, что является важным для меня: моей жене и детях, быть влюбленным, быть счастливым. Даже не зная, что будет там — за поворотом, самое важное — осознание того, что вы вместе и вы счастливы».
Съемки видеоклипа на песню проходили в Лос-Анджелесе в последних числах июня.

## Список композиций
| №                   | Название                | Автор(ы)                                      | Продюсер            | Длительность |
| ------------------- | ----------------------- | --------------------------------------------- | ------------------- | ------------ |
| 1.                  | «Everything to Me»      | Шейн Файлан, Ник Аткинсон, Том Вайлдинг       | Мартин Терефе       | 3:23         |
| 2.                  | «Everytime»             | Шейн Файлан, Джеймс Бауэр-Майн, Дэвид Сниддон | The Nexus           | 3:32         |
| 3.                  | «Once»                  | Шейн Файлан, Кайли Сэкли                      | The Nexus           | 3:32         |
| 4.                  | «Today's Not Yesterday» | Шейн Файлан, Джеймс Бауэр-Майн, Дэвид Сниддон | The Nexus           | 3:20         |
| Общая длительность: | Общая длительность:     | Общая длительность:                           | Общая длительность: | 13:47        |

## Хронология релиза
| Страна         | Дата релиза     | Формат                   | Лейбл           |
| -------------- | --------------- | ------------------------ | --------------- |
| Ирландия       | 23 августа 2013 | Цифровая дистрибуция, CD | Capitol Records |
| Великобритания | 25 августа 2013 | Цифровая дистрибуция     | Capitol Records |
| Великобритания | 26 августа 2013 | CD                       | Capitol Records |

## Позиция в чартах
Мини-альбом успешно дебютировал в чартах iTunes, в первый день после релиза возглавив Albums Chart в Ирландии, Соединенном Королевстве и Швеции, достигнув 5 строчки в Норвегии и 6 — в Дании.  Кроме этого Everything To Me вышел на первую строчку сингл-чарта интернет-магазина Amazon в Великобритании.
Однако по итогам недели мини-альбом финишировал на 7 строчке официального хит-парада Ирландии и на 14 позиции в UK Singles Chart.
| Страна         | Высшая позиция в чарте |
| -------------- | ---------------------- |
| Великобритания | 14                     |
| Ирландия       | 7                      |